# 三道通镇
三道通镇，是中华人民共和国黑龙江省牡丹江市林口县下辖的一个乡镇级行政单位。

## 行政区划
三道通镇下辖以下地区：
江东村、江南村、一村、二村、长胜村、四道村、署光村、新建村、新青村、五道村和大屯村。